# Mabon (hijo de Modron)

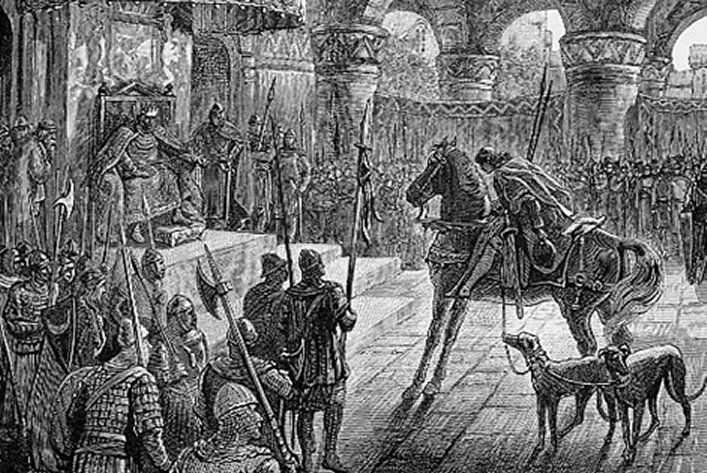
Corte del rey Arturo en Celliwig. Ilustración de 1881.

Mabon o Mabon ap Modron ("Mabon, hijo de Modron") es, en la mitología céltica galesa, el "hijo divino" de Modron "madre divina" y de Gwyn ap Nudd. Como dios de la juventud y dios de la caza y la pesca, se le conoce sobre todo en el noroeste de Gran Bretaña y su culto se extiende principalmente a lo largo del área del muro de Adriano. Conocido por sus inscripciones romano-celtas, se le considera equivalente al dios de la cultura romano-británica, Maponos y al irlandés Angus y es sincretizado con el dios romano-griego Apolo,  con quien comparte sus virtudes salutíferas.
También es un personaje prominente de la literatura galesa, miembro de los guerreros del rey Arturo. A menudo se le equipara con el héroe demetiano Pryderi, y puede estar asociado con un personaje artúrico menor, Mabon fab Mellt. Aparece sobre todo en el cuento Kulhwch y Olwen.

## Etimología
El nombre de Mabon se deriva del dios Maponos en britónico común y en galo, que significa "Gran Hijo", de la raíz proto-celta *makwo-, "hijo". Del mismo modo, Modron se deriva de la diosa Mātronā en britónico común y en galo, que significa "Gran madre", del proto-celta *mātīr, "madre".

## Papel en la tradición galesa

### Culhwch y Olwen

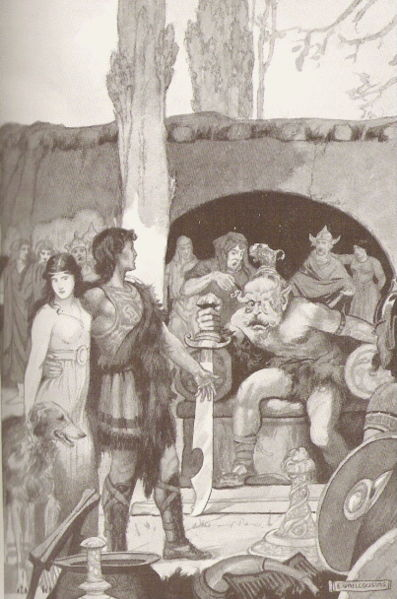
Culhwch y sus compañeros en la corte de Ysbadadden. Ilustración de Ernest Wallcousins en Celtic Myth & Legend, Charles Squire, 1920.

Culhwch y Olwen es un cuento medieval galés famoso por ser una de las obras literarias más antiguas en mencionar al rey Arturo.
El padre de Culhwch, el rey Cilydd hijo de Celyddon, pierde a su esposa Goleuddydd después de un parto difícil. Cuando su padre se vuelve a casar, el joven Culhwch rechaza el intento de su madrastra para emparejarlo con su nueva hermanastra. Ofendida, la nueva reina le maldice para que no pueda casarse con nadie, a no ser que fuera la hermosa Olwen, hija del gigante Ysbaddaden. Aunque nunca se han visto, Culhwch se enamora de ella, pero su padre le advierte que nunca la encontrará sin la ayuda de su famoso primo Arturo. El joven se presta inmediatamente a buscar a su pariente y lo encuentra en su corte de Celliwig en Cornualles, pidiéndolo apoyo y asistencia. Cai es el primer caballero voluntario para ayudar a Culhwch en su búsqueda, con la promesa de estar a su lado hasta que encuentren a Olwen. También otros cinco caballeros se le unen en su misión.
En su búsqueda, pasan por el "más hermoso de los castillos del mundo" y conocen el hermano pastor de Ysbaddaden, Custennin. El castillo pertenece a Ysbaddaden, que despojó de sus tierras a Custennin y mató a veintitrés de sus hijos con gran crueldad. Custennin establece una reunión entre Culhwch y Olwen, donde la doncella se compromete a llevar a Culhwch y a sus compañeros al castillo de Ysbadadden. Cai se compromete a proteger con su vida al vigésimo cuarto hijo del pastor, Goreu.
Los caballeros atacan el castillo con sigilo, matando a sus nueve porteros y sus nueve perros guardianes, y entran en la sala del gigante. A su llegada, Ysbaddaden intenta matar a Culhwch con un dardo envenenado, pero es burlado y herido, primero por Bedwyr, luego por el mago Menw, y finalmente por el propio Culhwch. Con el tiempo, Ysbaddaden cede, y se compromete a dar a Culhwch a su hija con la condición de que complete una serie de tareas imposibles (anoethau), incluyendo la caza del jabalí blanco salvaje, Twrch Trwyth y recuperar el prisionero, Mabon hijo de Modron, el único hombre capaz de cazar a Drudwyn, el único perro que puede encontrar la pista de Twrch Trwyth.
Arturo y sus hombres se enteran de que Mabon fue robado de los brazos de su madre cuando sólo tenía tres "noches" de edad, y preguntan a los animales más viejos y sabios del mundo sobre su paradero, hasta que son llevados ante el salmón de Llyn Llyw, el animal más antiguo de todos ellos. El enorme salmón lleva a los hombres de Arturo, Cei y Bedwyr, aguas abajo hasta la prisión de Mabon, en Gloucester, donde llegan a escucharlo a través de las paredes, cantando una elegía sobre su destino. El resto de los hombres de Arturo lanzan un asalto frontal a la prisión, mientras que Cei y Bedwyr se cuelan por la parte de atrás y logran rescatar a Mabon, que posteriormente, jugará un papel fundamental en la caza del Twrch Trwyth.

### Otras referencias
Una de las primeras referencias directas a Mabon se pueden encontrar en el poema del siglo X Pa Gur, en la que Arturo relata las hazañas y logros de sus caballeros para ganar la entrada a la fortaleza custodiada por Glewlwyd Gafaelfawr, el portero del mismo nombre. El poema relata que Mabon fab Mydron (con un error ortográfico en Modron) es uno de los seguidores de Arturo, y es descrito como un "servidor de Uterpandragón". Un segundo personaje, Mabon fab Mellt, es descrito como habiendo "manchado de sangre la hierba". 
Aparece más adelante en el cuento medieval Breuddwyd Rhonabwy, en el que lucha junto a Arturo en la batalla de Badon y es descrito como uno de los principales consejeros del rey.

## Otros nombres
Se sabe casi con seguridad que el personaje de Mabon está relacionado con los artúricos continentales Mabonagrain, Mabuz, Nabón el Negro y Maboun.